# Площадь Революции (муниципалитет)
Площадь Революции (исп. Plaza de la Revolucion) — один из главных муниципалитетов Гаваны. 
Муниципалитет тянется от набережной Малекон, занимая площадь около 12 км². Население по переписи 2017 года составляло 144 тысячи человек. 
На территории муниципалитета расположены многие правительственные и культурные учреждения (Институт гражданской авиации Кубы, Министерство внутренних дел и Министерство вооружённых сил). 
Главная достопримечательность — площадь Революции. В состав муниципалитета входят округа Ведадо и Новый Ведадо.